# Oligoflexaceae
Famille
Les Oligoflexaceae  forment une famille au sein de l'ordre de bactéries gram-négatives aérobies Oligoflexales de la classe Oligoflexia dans le phylum des Pseudomonadota.

## Description
La famille Oligoflexaceae est décrite en 2014 en même temps que la classe Oligoflexia, l'ordre Oligoflexales, le genre Oligoflexus et l'espèce type Oligoflexus tunisiensis. La souche Shr3, devenue souche type de l'espèce O. tunisiensis est isolée en Tunisie dans du sable prélevé à Matmata dans la partie occidentale du désert saharien. Les dimensions de ces bactéries sont d'environ 0,4 µM à 0,8 µM de large et plus de 10 µM de long.
Cette famille Oligoflexaceae contient des bactéries aérobies à gram-négatif. Elles sont filamenteuses et fusiformes. Elles peuvent être spiralées comme les spirillum.
Isolées sur milieu de culture R2A, ces bactéries y forment des colonies circulaires à irrégulières de couleur jaune pâle.

## Taxonomie
Le nom correct complet (avec auteur) de ce taxon est Oligoflexaceae Nakai et al. 2014. Le genre type est : Oligoflexus Nakai et al. 2014.

### Étymologie
La famille Oligoflexaceae est nommée ainsi d'après son genre type, Oligoflexus. L'étymologie est la suivante : O.li.go.flex.a’ce.ae. N.L. masc. n. Oligoflexus, genre type de la famille; L. fem. pl. n. suff. -aceae, suffixe définissant une famille; N.L. fem. pl. n. Oligoflexaceae, la famille du genre Oligoflexus,. Le nom de cette famille a ensuite été publié dans la liste des notifications de l'IJSEM.

### Liste des genres
Selon LPSN (11 juin 2023), cette famille comprend le genre suivant :
- Oligoflexus Nakai et al. 2014

### Phylogénie
Lors de sa description, la famille Oligoflexaceae comprend le genre Oligoflexus. Sur la base du séquençage de l'ARNr 16S, cette famille forme un clade distinct des autres familles du phylum Pseudomonadota. Le groupe phylogénique le plus proche est formé autour de l'espèce candidate Spirobacillus cienkowskii.

## Publication originale
- (en) R Nakai, M Nishijima, N Tazato, Y Handa, F Karray, S Sayadi, H Isoda et T Naganuma, « Oligoflexus tunisiensis gen. nov., sp. nov., a Gram-negative, aerobic, filamentous bacterium of a novel proteobacterial lineage, and description of Oligoflexaceae fam. nov., Oligoflexales ord. nov. and Oligoflexia classis nov. », Int J Syst Evol Microbiol, vol. 64, no 10,‎ 1er octobre 2014, p. 3353-3359 (DOI 10.1099/ijs.0.060798-0)